# Guillem de Savinja
Guillem de Sann o Guillem IV (o II) (Baixa Estíria, Àustria, segle x - Gräbern, Caríntia, Àustria, 20 de març de 1036) fou un comte de Friesach i Trixen, i comte de Soune (Savinja, Eslovènia). És venerable per l'Església catòlica.

## Biografia
Guillem era fill del comte de Friesach i marcgravi de Caríntia i Leopirgis. El 1017, el duc de Caríntia, Adalberó d'Eppenstein, el nomenà macgravi de Verona. El 1025, rebé terres del rei Conrad II del Sacre Imperi Romanogermànic, i es convertí en un contrapoder del duc de Caríntia, amb dominis a Soune, entre els rius Koprivnica, Hudinja i Voglajna, i a Carniola, entre els rius Gurk o Krka i Sava rebé més terres reials, amb els boscos i valls corresponents. El 1028, una nova donació reial va fer créixer les seves propietats amb terres a Kozje, i entre el Sava i Savinja, i el riu Sotla i Mirna Comitatu Souna. Entre les possessions hi havia les senyories episcopals de la diòcesi de Gurk: Rogatec, Podčetrtek, Planina pri Sevnici, Pilštanj, Kunšperk, Podsreda, Bizeljsko i Mokronog. Amb les terres de Vitanje, heretades del seu pare, conformà el seu territori. Fundà, amb la seva esposa la catedral i un monestir a Gurk.
S'havia casat amb santa Hemma de Gurk i tingueren dos fills que moriren joves, Guillem i Hartwig. El 1030 Guillem és esmentat com a governador de Salzburg. El 1036 fou deposat pel duc Adalberó, que el matà.
Una tradició diu que matà els assassins dels seus fills, uns miners, i que, en penitència, va fer una peregrinació a Roma; en tornar-ne, morí a una granja de Gräbern (Caríntia), però sembla que el mateix Adalberó va fer córrer aquesta versió. Fou sebollit a Lavanttal, on Hemma va fer edificar una capella sobre la tomba del seu espòs, entre 1038 i 1043, i hi plantà tres til·lers, pel seu marit i els dos fills, que ja havien mort. Els arbres, encara vius, són coneguts com els 1000-jährigen Hemmalinden von Gräbern («els til·lers de mil anys de Hemma a Gräbern») i el més gran fa set metres i mig de circumferència.
Fou venerat, sense arribar a ésser beatificat formalment, i és representat amb robes de príncep, una espasa i una maqueta d'església.